# Diagramma di Moody

Il diagramma di Moody: in esso le ascisse rappresentano i valori del numero di Reynolds, le ordinate il valore del coefficiente di attrito di Darcy f (incognita), e le diverse curve i valori della scabrezza relativa

In fluidodinamica, il diagramma di Moody (noto anche come "'abaco di Moody"') è un diagramma bilogaritmico che riporta il fattore di attrito di Darcy in funzione del numero di Reynolds al variare della rugosità secondo la correlazione di Colebrook, proposto da Lewis Ferry Moody. Esistono molte altre correlazioni per il fattore di attrito, per cui il diagramma di Moody non ha validità universale, ma costituisce l'alternativa più comune. Oggi la sua importanza è prevalentemente didattica dato che la soluzione numerica della correlazione di Colebrook è facilmente implementabile su calcolatore, ma in sua assenza è l'unica strada percorribile poiché non esiste una soluzione analitica generale della correlazione.

## Storia
Le equazioni che vennero fuori per i vari regimi di moto in tubi lisci e scabri erano troppo complesse per un uso analitico, soprattutto in un periodo in cui non vi erano strumenti di automazione del calcolo. Per questo motivo, Hunter Rouse (1906-1996) integrò nel 1942 le varie formule in un diagramma. Lewis Ferry Moody era presente al convegno in cui Rouse presentò il suo diagramma. Moody ridisegnò il diagramma di Hunter in una forma più semplice e di più agevole utilizzo utilizzando le coordinate di Reginald J. S. Pigott. In particolare, Il diagramma di Moody consentiva di trovare più agevolmente la perdita di carico h noti Q e D, mentre il diagramma di Hunter consentiva di calcolare in modo diretto (non iterativo) Q noti h e D; cionondimeno, l'idea del grafico è da ricondurre ad Hunter mentre a Moody va il merito di avere modificato convenientemente la prima idea di Hunter.

## Regime laminare
Nella parte più a sinistra il diagramma è composto da un'unica retta, che rappresenta il fattore di attrito di Darcy in moto laminare, descritto da bassi valori del numero di Reynolds. Questa parte del diagramma è di scarso interesse esistendo una soluzione analitica della correlazione (equazione di Poiseuille):
{\displaystyle f={\frac {64}{Re}},\quad (Re<2300)}

## Regime turbolento
Nella parte più a destra del diagramma di Moody è presente un fascio di curve: esse rappresentano i diversi valori di scabrezza relativa che la condotta considerata può avere. A seconda di tale valore, noto il numero di Reynolds relativo al moto, è possibile conoscere il valore di {\displaystyle f}.
Nel caso di tubo liscio (ovvero avente scabrezza nulla) l'equazione che rappresenta la curva è la seguente:
{\displaystyle {\frac {1}{\sqrt {f}}}=-2\log \left({\frac {2{,}51}{\mathrm {Re} \,{\sqrt {f}}}}\right)}

### Regime turbolento di transizione e regime assolutamente turbolento
La zona del diagramma di Moody che rappresenta le condizioni di regime turbolento è a sua volta suddivisa in due ulteriori parti:
- la prima, più a sinistra, in cui il flusso ha un moto che non è assolutamente turbolento, ma si parla in questo caso di regime turbolento di transizione
- la seconda, più a destra, in cui le curve tendono a disporsi parallelamente all'asse delle ascisse, che corrisponde a una situazione di moto assolutamente turbolento (o "moto turbolento completamente sviluppato").

Il confine tra regime di transizione e moto turbolento completamente sviluppato non è netto, e si ha in genere per valori del numero di Reynolds superiori a 100 000.
Più precisamente, Johann Nikuradse ha indicato un'equazione per definire tale confine tra moto turbolento di transizione e moto turbolento completamente sviluppato nel caso:
{\displaystyle Re^{*}={\frac {u^{*}d}{v}}=70}
essendo {\displaystyle Re^{*}} il numero di Reynolds corrispondente alla transizione tra i due regimi e {\displaystyle u^{*}} definita come velocità di attrito.
In alternativa, si può utilizzare l'espressione:
{\displaystyle {\frac {1}{\sqrt {f}}}=-2\log \left({\frac {55{,}88}{\mathrm {Re} \,{\sqrt {f}}}}\right)}

## Zona di transizione
Esiste una zona di transizione tra il moto laminare e quello turbolento in cui non esistono dati, poiché è sconosciuto il comportamento del flusso in tali condizioni, in quanto non si è riusciti a determinare empiricamente in modo univoco il valore del coefficiente {\displaystyle f} in quelle situazioni. Tale zona è determinata da valori del numero di Reynolds compresi tra 2 300 e 3 400.